# Edinburgh Spanish Film Festival
El Edinburgh Spanish Film Festival es un festival de cine que tiene lugar en el Filmhouse de Edimburgo en octubre de cada año con proyecciones adicionales en Stirling, Mánchester, Aberdeen, y Glasgow.

## Historia
El festival fue establecido en septiembre de 2013 por Marian A. Aréchaga, una docente titular en la Universidad de Edimburgo, quién trabaja como curadora y organizadora del evento. Aréchaga afirma haber sido inspirada por los ya existentes festivales de cine franceses e italianos, los cuales la animaron a abordar la falta de representación hispánica en los festivales de cine de la ciudad.
Con la cooperación del Ministerio de cultura español y el departamento de Estudios Hispánicos de la Universidad de Edimburgo, el festival de cine español fue finalmente establecido.

## Objetivos
Los objetivos del festival son promover la lengua española y su cultura, así como su industria cinematográfica dentro la comunidad internacional.

## Eventos
Cada año una selección diversa de películas procedentes de Latinoamérica y España son llevadas a la Filmhouse Edimburgo y a otras ciudades británicas como Mánchester, Stirling, Aberdeen, y Glasgow. El programa está diseñado para incluir, según Aréchaga, “algo para todo el mundo, desde niños y jóvenes a los cinéfilos más experimentados”.
El festival fue inaugurado en septiembre de 2014 con En una Tierra Extranjera, un documental de Icíar Bollaín sobre español emigrantes en Edimburgo que primero fue estrenado en el Festival de cine Internacional de San Sebastián. El programa incluye numerosas películas, cortometrajes, películas animadas y documentales. En 2019 su palmarés fue extendido para incluir cartas audiovisuales y en 2020 una serie de monólogos producidos durante la pandemia.
A pesar de que no hay un tema concreto para cada edición, la organización da prioridad a directores nuevos, así como a las películas más relevantes producidas en la comunidad hispánica en los últimos años.